# Gomido FC
Der Gomido Football Club de Kpalimé, auch bekannt als Gomido Football Club, ist ein togoischer Fußballverein aus Kpalimé. Aktuell, Stand Oktober 2024, spielt der Verein in der ersten Liga.

## Geschichte
Der Verein wurde 1974 gegründet und spielte lange in den regionalen Spielklassen. Erst Anfang der 90er Jahre gelang ihm der Aufstieg ins Championnat National. 1994 konnte sich der Klub erstmals für die afrikanischen Wettbewerbe qualifizieren, schied aber bereits in der ersten Spielrunde aus. Zwischenzeitlich musste der Verein in die zweite Liga absteigen, spielt aber aktuell wieder in der ersten Spielklasse.

## Erfolge
- Togoischer Vizemeister: 1993
- Togoischer Pokalsieger: 2018

## Stadion
Er trägt seine Heimspiele im Stade Municipal Kpalimé in Kpalimé aus. Das Stadion hat ein Fassungsvermögen von 10.000 Personen.

## Statistik in den CAF-Wettbewerben
| Jahr    | Wettbewerb            | Runde    | Gegner          | Hinspiel | Rückspiel | Gesamt |
| ------- | --------------------- | -------- | --------------- | -------- | --------- | ------ |
|         |                       |          |                 |          |           |        |
| 1994    | CAF Cup               | 1. Runde | Unisport Bafang | 0:0 (H)  | 0:3 (A)   | 0:3    |
| 2018/19 | CAF Confederation Cup | Vorrunde | AS CotonTchad   | 0:2 (H)  | 1:1 (A)   | 1:3    |

## Trainer
| Trainer             | von               | bis           |
| ------------------- | ----------------- | ------------- |
| François Omam-Biyik | 9. Mai 2013       | 31. Juli 2013 |
| Djima Oyawolé       | 1. November 2019  | 30. Juni 2020 |
| Didier Amégan       | 24. Februar 2021  |               |
| Jean-Paul Abalo     | 1. September 2023 |               |